# Messias Timula
Messias Timula est un footballeur portugais, né le 18 février 1948 à Lourenço Marques et mort le 18 février 1998 alors qu'il fêtait ses cinquante ans. Il évoluait au poste de défenseur central.

## Carrière
Messias commence sa carrière de footballeur professionnel pendant la saison 1969-70 au Benfica Lisbonne. Jeune défenseur, évoluant au poste de défenseur central il commence sa saison avec deux rencontres à son compteur. Les années passent mais il n'arrive pas à s'imposer au plus haut niveau, et parvient à jouer malgré tout quelques rencontres dont une seule pendant la saison 1970-71. La concurrence est rude avec Rui Rodrigues ou encore le grand Humberto Coelho, mais il a tout de même sa chance et joue dix-sept rencontres pendant la saison 1971-72. Il ne joue pas énormément mais il parvient à être appelée en équipe nationale, afin de renforcer l'effectif lusitanien pendant la Coupe de l'Indépendance du Brésil.
Son rêve de joueur international il l'a atteint, mais n'arrive toujours pas à s'imposer au Benfica Lisbonne. Il joue vingt-et-une rencontres puis neuf pendant les saisons 1972-1973 et 1973-74. Il arrive tout de même à s'imposer en jouant un peu plus de rencontres de championnat pendant les deux saisons suivantes avec vingt-et-une rencontre et vingt-deux matchs la seconde saison, où il parvient à marquer son premier but avec Benfica, et aussi l'unique de toute sa carrière. Messias perd tout de même sa place de titulaire pendant la saison 1976-77, en ne jouant qu'une rencontre, c'est ce qui lui facilite la sortie vers un autre club.
Après sa carrière au Benfica, avec tant d'autres joueurs du Benfica il part aux États-Unis, réaliser le rêve américain. C'est le Rochester Lancers qui vient le lancer pour une saison. Il y joue quinze rencontres au total, mais réalise avec son club un grand parcours, car le Rochester élimine le Toronto Metros-Croatia le tenant du titre en demi-finale de conférence, avant de s'incliner contre le grand New York Cosmos en finale de conférence.
Il revient au Portugal, vers son ultime étape avant de prendre la fin de sa carrière. Il prend les rênes du Riopele, petit club à peine promu de deuxième division, qui parvient à disputer sa première saison en première division de toute son histoire. Sans surprise son club est relégué, il aura fait figure d'une saison dans l'élite du football portugais et Messias lui ne joue pas énormément seulement quatre rencontres de championnat. Après l'aventure avec Riopele il prend la fin de sa carrière de footballeur.

### Statistiques en joueur
| Championnat | Championnat       | Championnat | Championnat | Championnat | Coupe nationale | Coupe nationale | Coupe continentale | Coupe continentale | Sélection Portugal | Sélection Portugal | Total     | Total     |
| Saison      | Club              | Pays        | Matchs      | Buts        | Matchs          | Buts            | Matchs             | Buts               | Matchs             | Buts               | Matchs    | Buts      |
| ----------- | ----------------- | ----------- | ----------- | ----------- | --------------- | --------------- | ------------------ | ------------------ | ------------------ | ------------------ | --------- | --------- |
| 1969-1970   | Benfica Lisbonne  | I Divisão   | 2           | 0           | inconnu         | inconnu         | inconnu (C1)       | inconnu (C1)       | –                  | –                  | incomplet | incomplet |
| 1970-1971   | Benfica Lisbonne  | I Divisão   | 1           | 0           | inconnu         | inconnu         | inconnu (C2)       | inconnu (C2)       | –                  | –                  | incomplet | incomplet |
| 1971-1972   | Benfica Lisbonne  | I Divisão   | 17          | 0           | inconnu         | inconnu         | inconnu (C1)       | inconnu (C1)       | –                  | –                  | incomplet | incomplet |
| 1972-1973   | Benfica Lisbonne  | I Divisão   | 16          | 0           | inconnu         | inconnu         | inconnu (C1)       | inconnu (C1)       | 6                  | 0                  | incomplet | incomplet |
| 1973-1974   | Benfica Lisbonne  | I Divisão   | 9           | 0           | inconnu         | inconnu         | inconnu (C1)       | inconnu (C1)       | –                  | –                  | incomplet | incomplet |
| 1974-1975   | Benfica Lisbonne  | I Divisão   | 21          | 0           | inconnu         | inconnu         | inconnu (C2)       | inconnu (C2)       | –                  | –                  | incomplet | incomplet |
| 1975-1976   | Benfica Lisbonne  | I Divisão   | 22          | 1           | inconnu         | inconnu         | inconnu (C1)       | inconnu (C1)       | –                  | –                  | incomplet | incomplet |
| 1976-1977   | Benfica Lisbonne  | I Divisão   | 1           | 0           | inconnu         | inconnu         | inconnu (C1)       | inconnu (C1)       | –                  | –                  | incomplet | incomplet |
| 1977        | Rochester Lancers | NASL        | 15          | 0           | –               | –               | –                  | –                  | –                  | –                  | 15        | 0         |
| 1977-1978   | Riopele           | I Divisão   | 4           | 0           | inconnu         | inconnu         | –                  | –                  | –                  | –                  | incomplet | incomplet |
| Total       | Total             | Total       | ?           | ?           | inconnu         | inconnu         | inconnu            | inconnu            | 6                  | 0                  | incomplet | incomplet |

## En sélection nationale
Il fait une apparition surprise pendant la Coupe de l'Indépendance du Brésil. Tournoi organisé pour le 150e anniversaire de l'indépendance brésilienne, un petit nouveau fait apparition dans l'effectif portugais. C'est Messias Timula qui ne joue pas énormément en club, mais parvient tout de même à être appelé en équipe nationale. Il fait ses débuts contre le Chili dans le tournoi. Depuis, il joue toutes les rencontres jusqu'aux portes de la finale perdu contre le Brésil (pays organisateur).
Depuis, il ne joue pas plus que celles qu'il a joué au Brésil, au total il jouera six sélections avec aucun but au compteur, toutes pendant l'année 1972, année surprise du football portugais qui atteint une finale inespérée contre le Brésil.

## Sélections
| Sélections | Date           | Stade                     | Adversaire | Résultat | Minutes | Compétition                       | Buts |
| ---------- | -------------- | ------------------------- | ---------- | -------- | ------- | --------------------------------- | ---- |
| 1          | 18 juin 1972   | Estádio do Arruda, Recife | Chili      | 1 – 4    | 90 min  | Coupe de l'Indépendance du Brésil | –    |
| 2          | 25 juin 1972   | Estádio do Arruda, Recife | Irlande    | 2 – 1    | 90 min  | Coupe de l'Indépendance du Brésil | –    |
| 3          | 29 juin 1972   | Maracanã, Rio de Janeiro  | Argentine  | 1 – 3    | 90 min  | Coupe de l'Indépendance du Brésil | –    |
| 4          | 2 juillet 1972 | Maracanã, Rio de Janeiro  | Uruguay    | 1 – 1    | 90 min  | Coupe de l'Indépendance du Brésil | –    |
| 5          | 6 juillet 1972 | Mineirão, Belo Horizonte  | URSS       | 1 – 0    | 90 min  | Coupe de l'Indépendance du Brésil | –    |
| 6          | 9 juillet 1972 | Maracanã, Rio de Janeiro  | Brésil     | 1 – 0    | 90 min  | Coupe de l'Indépendance du Brésil | –    |

## Palmarès

### Benfica
- Vainqueur du Championnat du Portugal : 6 fois — 1970-71, 1971-72, 1972-73, 1974-75, 1975-76, 1976-77
- Vainqueur de la Coupe du Portugal : 2 fois — 1969-70, 1971-72
- Vice-champion du Championnat du Portugal : 2 fois — 1969-70, 1973-74
- Finaliste de la Coupe du Portugal : 3 fois — 1970-71, 1973-74, 1974-75
- Finaliste du Trophée Ramón de Carranza : 1 fois — 1972

### Portugal
- Finaliste de la Coupe de l'Indépendance du Brésil : 1 fois — 1972